# Experiência religiosa
Experiência religiosa, experiência mística ou experiência espiritual é uma experiência subjetiva em que um indivíduo tem um encontro ou uma união com uma entidade divina, ou ter tido contato com uma realidade transcendental. Muitas tradições religiosas e místicas veem a experiência religiosa como um encontro direto com Deus, deuses ou contato com outras realidades e a visão científica normalmente afirma que a experiência religiosa é uma experiência normal do cérebro humano que evoluiu em algum momento durante o curso da evolução do cérebro.

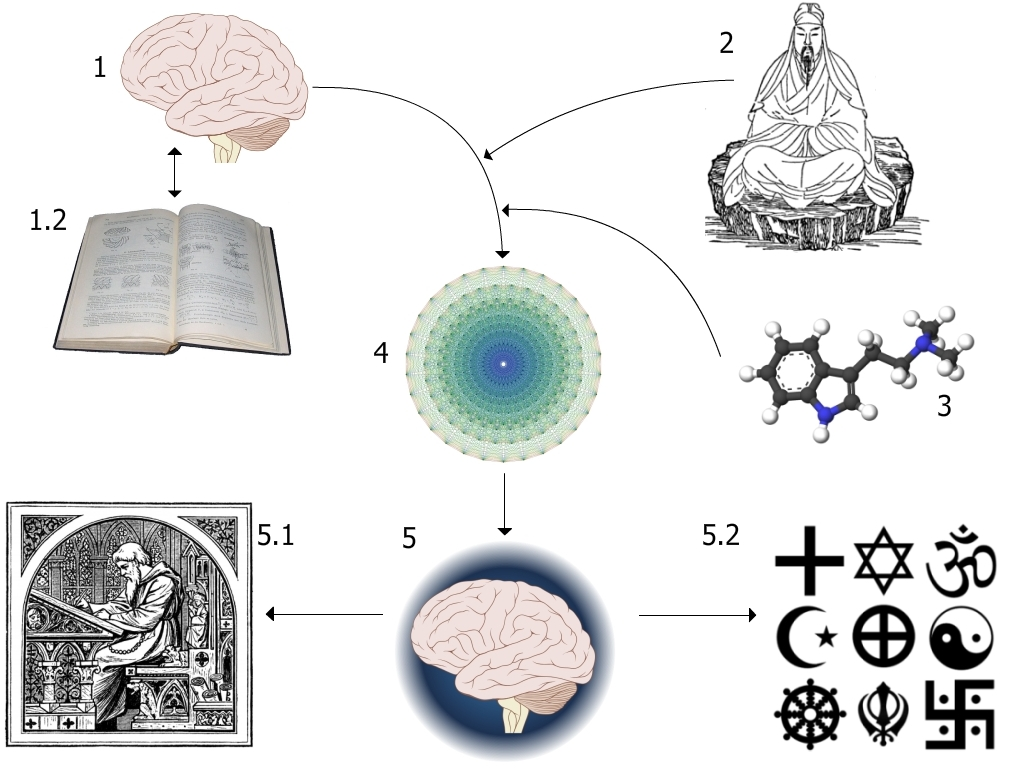
Diagrama de uma experiência religiosa (4) ilustrando suas causas (1-características mentais e formação intelectual do indivíduo, 2-técnicas religiosas e 3-elementos psicoativos) e efeitos (5-mudanças na personalidade, redação de descrições da experiência)

A experiência religiosa, com suas características comuns, tem diferentes nomes em diferentes culturas, como:
- experiência mística
- experiência sacra
- experiência espiritual
- unio mystica (cabala)
- irfan (islamismo - sufismo)
- samadhi (hinduismo - Vedanta)
- moksa (jainismo)
- theosis (cristianismo místico)
- gnosis (filosofia helenística)
- henosis (neoplatonismo)
- nirvana, satori, samadhi (budismo)

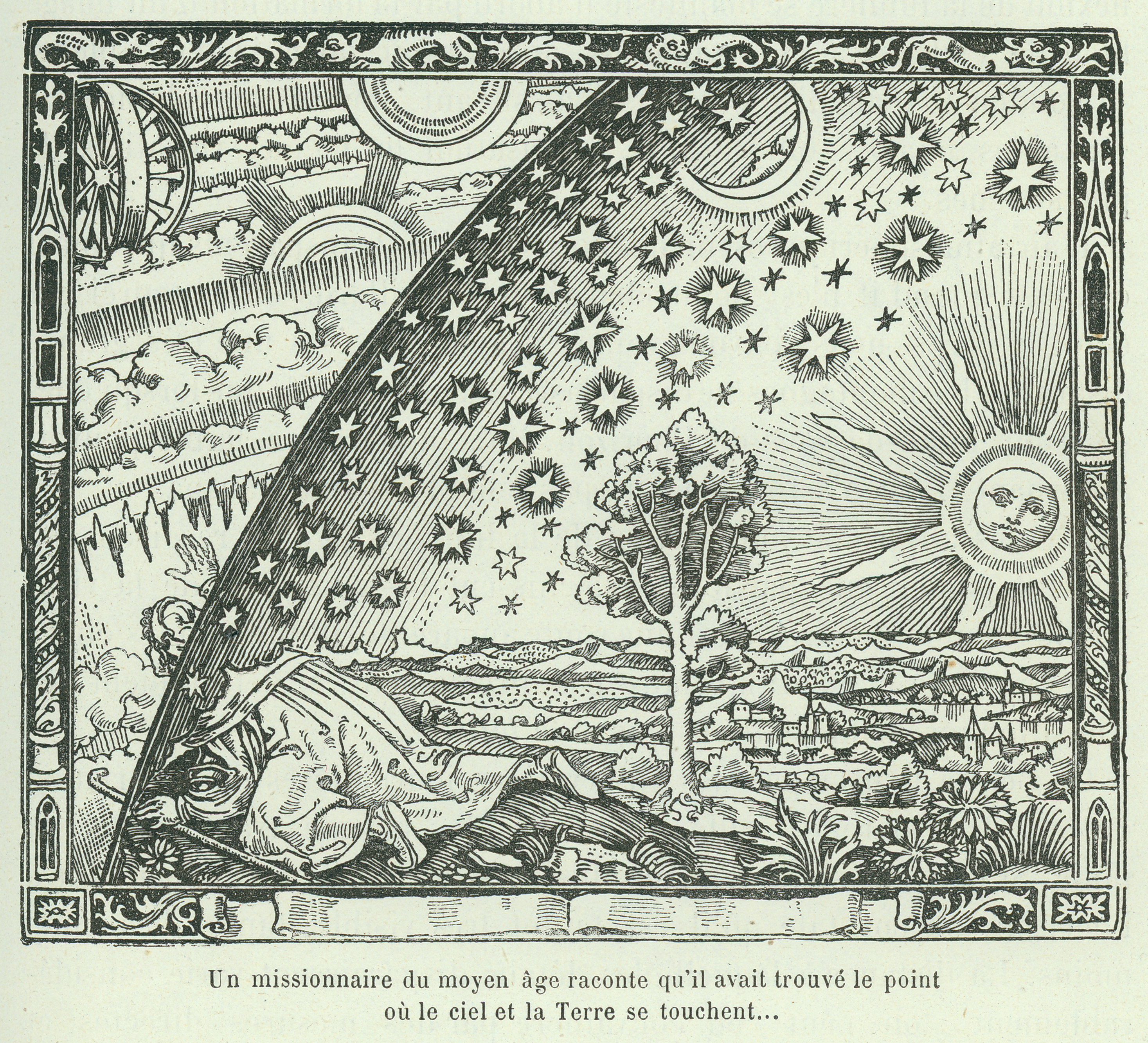
A gravura de Flammarion é usada pelos gnósticos para ilustrar a experiência religiosa, que consegue driblar as limitações do materialismo

- consciência pura [3]

## Ponto de vista religioso sobre a experiência religiosa

### Cristianismo místico
Cristianismo místico é a vertente mística do cristianismo.
O cristianismo místico ensina verdades espirituais inacessíveis por meio do intelecto apenas. Essas verdades são aprendidas por várias técnicas de meditação e oração, como a oração contemplativa, oração da união, lectio divina, oração de quietude e a oração de Jesus.
A Bíblia possui diversas passagens que se relacionam com o misticismo e seu objetivo máximo: o encontro com Deus e consequentemente consigo mesmo.

### Cabala
Cabala é um sistema religioso-filosófico que investiga a natureza divina. É a vertente mística do judaísmo.
Segundo a cabala, Yehidah é o mais alto nível da alma, pelo qual o homem pode atingir a união máxima com Deus. A Cabala ensina várias técnicas de contemplação e meditação para o ser humano alcançar a união com Deus.

### Sufismo
O sufismo, também conhecido por tasawwuf, é a corrente mística e contempelativa do islão. 
Muçulmanos acreditam que eles estão no caminho para Deus, e também acreditam que eles vão ficar perto de Deus no paraíso depois da morte. Sufistas também acreditam que é possível ficar perto de Deus, e ter a experiência de ficar perto Dele ainda em vida. Os praticantes do sufismo, conhecidos como sufis ou sufistas, procuram uma relação direta com Deus através de cânticos, música e danças. É uma filosofia de autoconhecimento e contato com o divino através de práticas meditativas, retiros espirituais, danças, poesia e música. Os sufis acreditam que Deus é amoroso e o contato com ele pode ser alcançado pelos homens através de uma união mística.

## Características comuns em experiências religiosas
- Inefabilidade - a experiência não pode ser adequadamente ser colocada em palavras;
- Noético: o indivíduo sente que ele aprendeu alguma coisa de valor da experiência;
- União: sentimento de união com tudo no universo;
- Inexistência do espaço e tempo: a experiência causa a sensação de que não existe mais tempo e espaço;
- Sagrado: a experiência cria a sensação de que tudo é sagrado e divino;
- União: sentimento de união, encontro com Deus ou alguma força maior que o indivíduo.[4]
- Outra Realidade: sentimento de que uma nova realidade ou a realidade definitiva foi revelada a ele.
- Realidade Divina
- Consciência do absoluto
- Sensações Positivas: a experiência é bem prazerosa e causa sentimento profundamente positivo;
- Efemeridade: a experiência é temporária; o indivíduo rapidamente volta ao estado normal da mente;
- Passiva: a experiência acontece para o indivíduo quase sem o seu controle. Apesar de haver técnicas, como a meditação, que podem gerar experiências religiosas, as experiências religiosas não são coisas que podem ser interrompidas quando se bem entender.

## Causas de experiências religiosas
Os processos e técnicas de se ter uma experiência religiosa têm diferentes nomes dependendo da religião ou filosofia, como por exemplo:

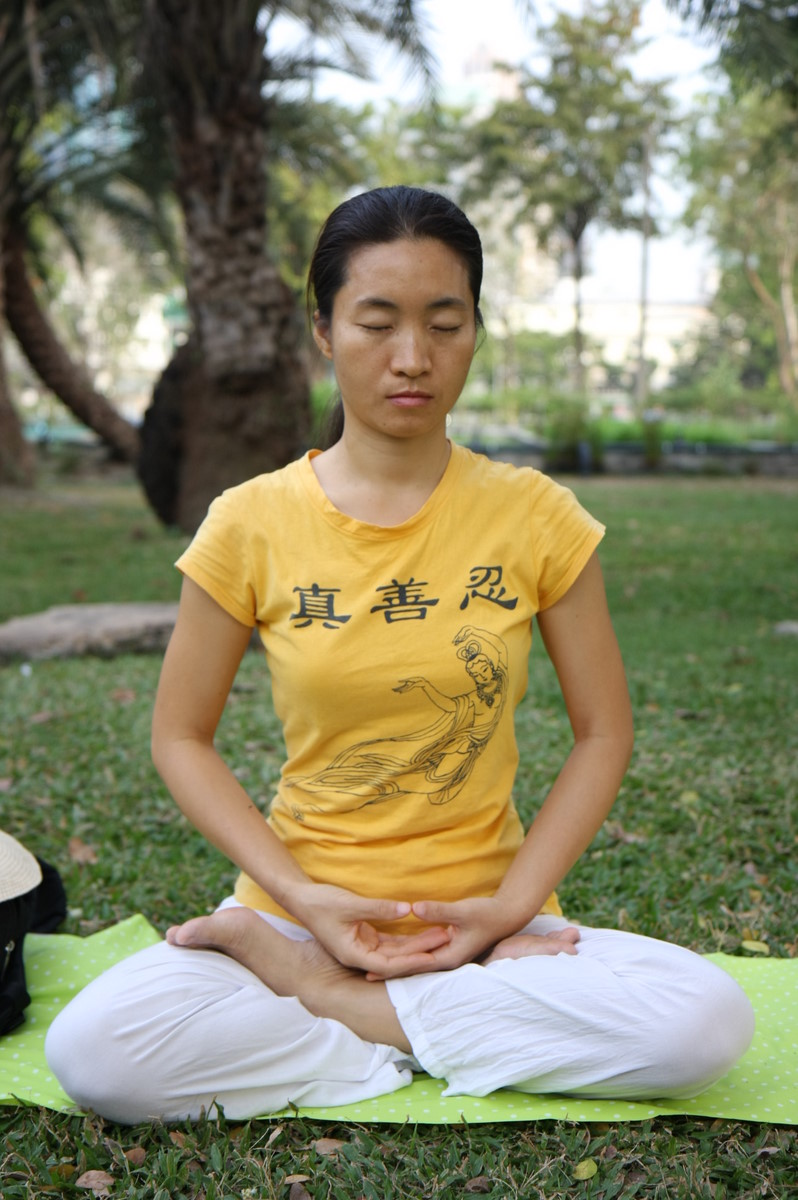
Meditação

- faqr (sufismo)
- dhyana ou bhakti (hinduísmo)
- wu-wei (taoismo)
- fana (sufismo/árabe e persa)
- makhafah/mahabbah/ma'rifah (sufismo/Egito)
- nobre caminho óctuplo (budismo)

### Causas passivas
- Depressão Profunda [5] ou Esquizofrenia
- Epilepsia do Lobo Temporal [6]
- Derrame cerebral[7]
- Experiência de quase-morte[8]

### Causas Ativas

Flor da vida e a árvore da vida

Sri Yantra

- Meditação[9]
  - Zazen.[10]
  - Vipassana
  - Meditação transcendental
  - Meditação Merkaba
- Oração [11]
  - Oração contemplativa
  - Oração de Jesus
  - Lectio divina
  - Oração de quietude[12]
  - Oração da união [13]
  - Labirinto de oração
- Ritual

- Exercícios de respiração
- Jejum
- Música [14]
- Dança
  - Dança Sufista [15]
  - Danças da paz universal
- Elevação dos chacras
- Louvores
  - Kundalini
- Estímulo visual
  - símbolos religiosos
  - mandalas
  - geometria sagrada
- Mantras

- Adoração religiosa
- Mortificação[16]
- Ascetismo
- Relação sexual intensa,[17] ou práticas sexuais como:DERIVALDO
  - Massagem tântrica
- Uso de Enteógenos
  - DMT[18]
  - Salvinorin A[19]
  - Mescalina [20]
  - Psilocibina[21]
  - Muscimol [22]
  - bufotenina
- Estímulo do cérebro com campos magnéticos
  - Capacete de Deus (God helmet).[23][24]

## Padrão cerebral nas experiências místicas
Durante as experiências místicas, o cérebro emite ondas mentais de menor frequência (ondas teta e delta), típicas de estados de relaxamento mental.